# Анапская крепость

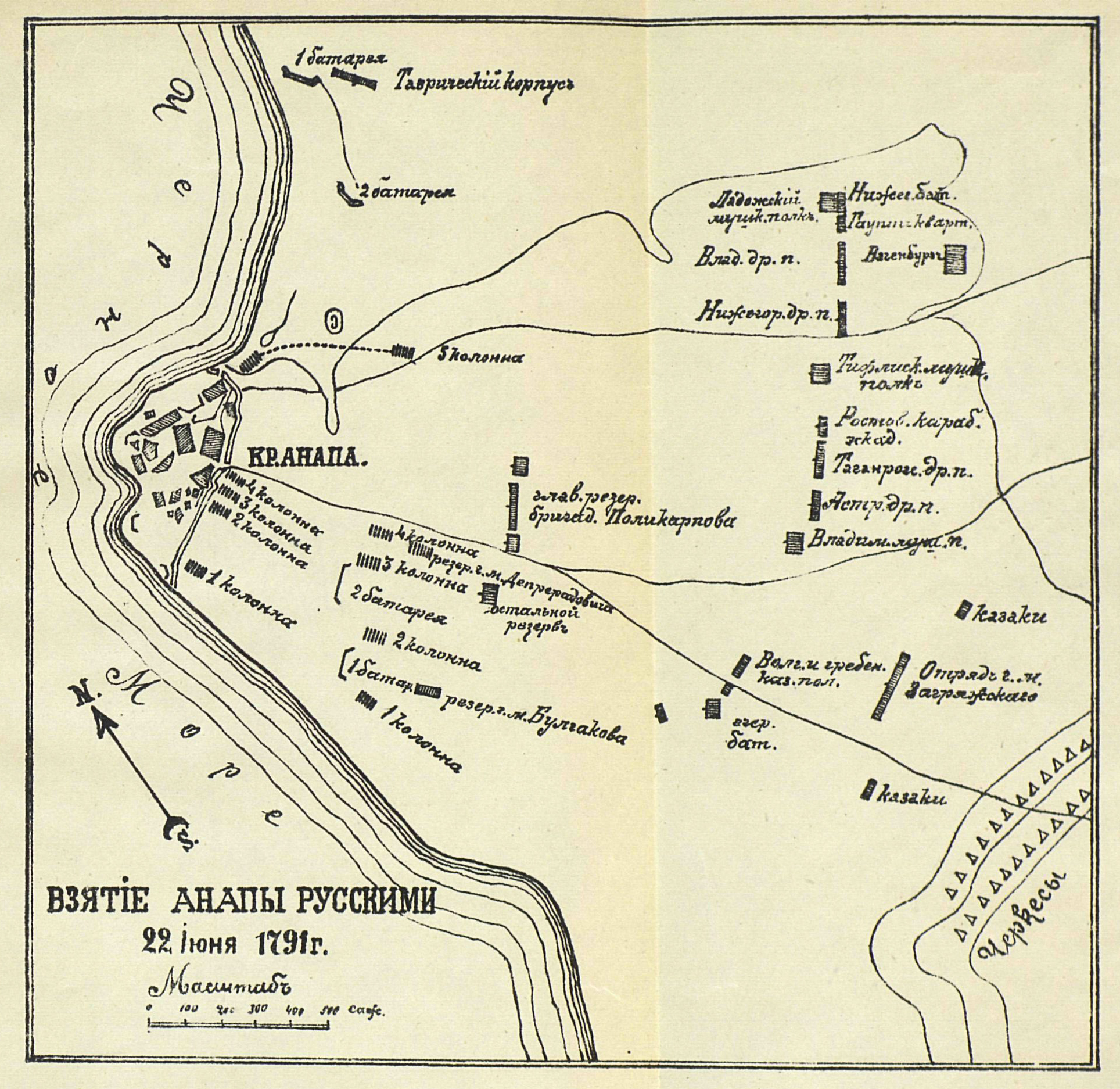
Карта сражения при взятии крепости Анапа в 1791 г.

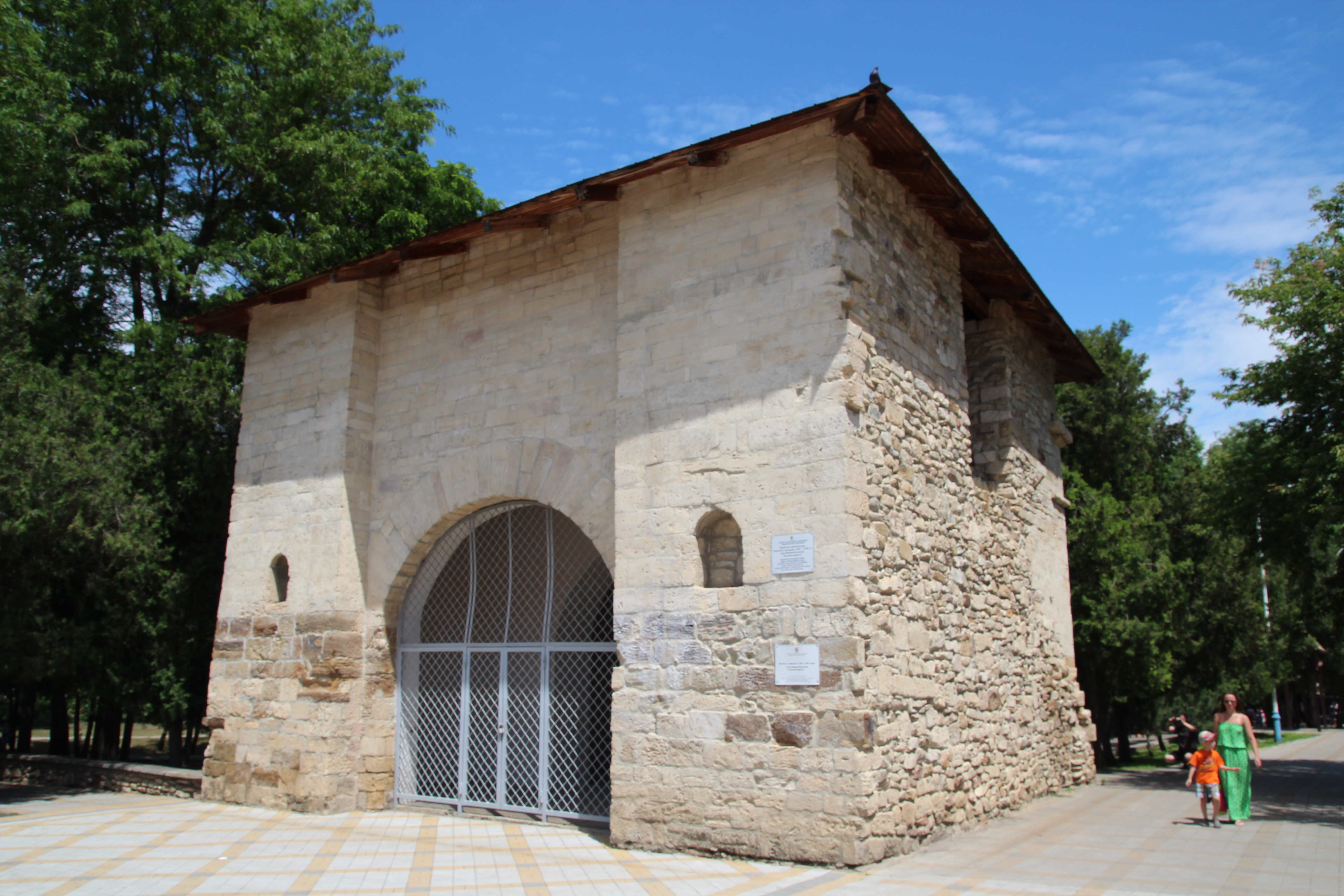
Т. н. "Русские" ворота — последнее сохранившееся укрепление турецкой крепости Анапа

Анапская крепость — комплекс турецких, а впоследствии русских фортификационных сооружений на побережье Чёрного моря, входивших в состав Черноморской береговой линии.

## История
В XIV веке на месте г. Горгиппия генуэзцы построили укреплённую факторию, которую назвали Мапа. Фактория представляла собой замок, окружённый жилыми постройками и обнесённый прочной стеной. В 1475 году её захватили войска османского султана Мухаммеда II, и к 1481 году на этом месте при помощи французских инженеров была построена небольшая крепость, вооружённая 12 пушками и охранявшаяся гарнизоном из 150 местных воинов во главе с татарским мирзой.
В 1641 году крепость посетил турецкий писатель Эвлия Челеби, который оставил следующее её описание:

Замок лежит при оконечности мыса, на глинистой скале; он крепок, но не имеет гарнизона и неоднократно был разграблен донскими казаками. Анапский замок хорошо построен и так хорошо сохранился, как будто постройка его только что была окончена. Далее Эвлия говорит, что по описанию Темир-оглу Осман-паши, Анапа есть резиденция воеводы Таманского санджака в Кафинской провинции. Жители, называемые Шефаки, платят десятину только тогда, когда их к тому принуждают, и вообще очень склонны к мятежам; число их не превышает 300 душ. Замок имеет большую гавань, в которой 1000 судов, связанных вместе канатом, могут стоять в безопасности. Гавань эта защищена против ветров, дующих с какой бы то ни было стороны. Подобного порта более нет на Чёрном море; некогда тут собирали род жемчуга, и раковины теперь ещё лежат на берегу — вторая причина, по которой замок был назван Кеверган (алмазная руда). Русские тут ежегодно пристают и собирают жемчужные раковины. «Если бы этот замок, — прибавляет в заключение Эвлия, — был приведён в хорошее состояние и снабжён достаточным гарнизоном, то было бы не трудно удержать всех черкесов в совершенном повиновении»— «Записки Одесского Общества Истории и Древностей». — Т. IX. — С. 182—183
В конце XVIII века, потеряв Крым и Правобережную Кубань, Турция решила укрепить свои земли к северу от Кавказских гор и заручилась согласием владельца местных земель Магомет-Гирея Занова на строительство гостиного двора для приёма константинопольских купцов и укрепление города. Строительством крепости занимался бывший комендант крепости Суджук-кале Ферах Али-паша при участии пятисот семей беженцев из Тамани. К 1784 году в городе были построены три мечети, три бани, административные здания, библиотека, более пятисот лавок и кофеен. Население стремительно росло за счёт переселенцев из соседних областей и из Трапезунда.
В ходе русско-турецкой войны 1787—1791 годов, 21 июня 1791 года генерал-поручик И.В. Гудович во главе Кубанского и Кавказского корпусов штурмом взял крепость, после чего приказал взорвать и срыть все укрепления, колодцы засыпать, а городские постройки сжечь; 29 декабря того же года по Ясскому договору город был возвращён туркам. В 1797-1798 годах они вновь восстановили крепость.
В начале войны 1806—1812 годов, 29 апреля 1807 года Черноморская эскадра под командованием вице-адмирала С. А. Пустошкина и десантный отряд в составе 4-го Морского полка под командованием генерал-майора И. П. Говорова снова взяли крепость штурмом и в течение следующих шести дней превратили её в руины — укрепления были взорваны, пушки и боеприпасы вывезены, оставшееся имущество брошено в колодцы.

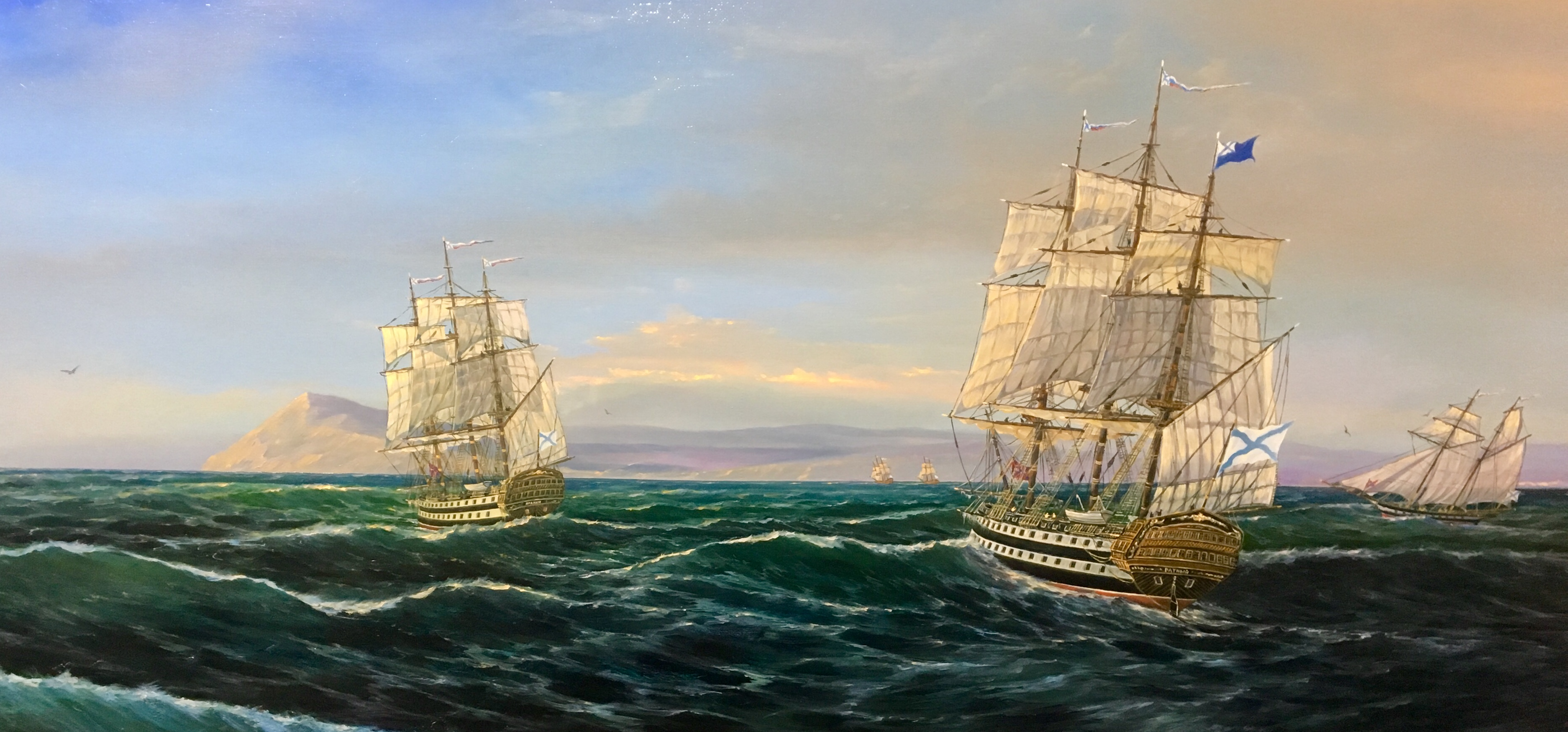
Эскадра контр-адмирала С.А.Пустошкина у побережья Анапы. Картинная галерея г. Анапы

После ухода русской экспедиции турки и черкесы взялись за восстановление крепости и спустя два года, 4 июня 1809 года эскадра капитан-лейтенанта Стулли начала бомбардировку Анапы и, не дождавшись сухопутных сил, высадила на берег десант под командованием капитан-лейтенанта Перхунова. Крепость сдалась почти без сопротивления. На протяжении следующих трёх лет в Анапе был расквартирован русский гарнизон: 19 октября 1810 года сформирован Анапский гарнизонный полк в составе двух батальонов; 4 июня 1811 года Анапа была причислена к разряду второклассных крепостей. По Бухарестскому мирному договору 16 мая 1812 года Анапа снова была возвращена Турции. Перед уходом русский гарнизон разрушил основные укрепления и вывез лучшее оружие.
В июне 1828 года Анапа вновь была взята Черноморской эскадрой вице-адмирала А. С. Грейга и десантным отрядом генерал-адмирала А. С. Меншикова, после чего 2 сентября 1829 года по Адрианопольскому миру была окончательно закреплена за Россией. Сначала была причислена к крепостям 2-го, а затем — 3-го класса.
В 1846 году крепость Анапа получила права города, а в 1854 году в связи с невозможностью защищать её от англо-французского флота все укрепления были окончательно разрушены, а гарнизон выведен.

## Коменданты Анапской крепости
- 1809 — полковник Ратманов, Макар Иванович
- 1809 — генерал-майор Панчулидзев, Иван Давыдович
- 1811—1812 — генерал-майор Бухгольц, Карл Карлович
- 1828 — подполковник Пономарёв
- 1831—1833 — генерал-майор Вышеславцев (А. В. Вышеславцев?)
- 1834 — капитан Новиков (плац-майор)
- 1837 — и. о. полковник Кониболоцкий
- 1837 — граф Цукато, Николай Егорович
- 1840 — генерал-майор фон Бринкен
- 1843 — полковник фон Рот, Фёдор Филиппович
- хх.хх.1852 — 01.09.1853 — полковник (с 26.11.1852 генерал-майор) Миронов, Пётр Иванович
- 01.09.1853 — хх.хх.хххх — подполковник Ознобишин, Сергей Николаевич